# St Joseph’s FC/Europapokalstatistik
St Joseph’s FC nahm seit 2017 sechs Mal am Fußball-Europapokal teil. Er spielte bis dato gegen 7 Vereine aus 7 Ländern. Gegen den B36 Tórshavn von den Färöern spielte man sowohl in der Saison 2018/19 als auch 2020/21.

## Europapokalbilanz
- UEFA Europa League: 4 Teilnahmen
- UEFA Europa Conference League: 4 Teilnahmen

| Saison  | Wettbewerb                    | Runde                  | Gegner             | Gesamt          | Hin     | Rück          |
| ------- | ----------------------------- | ---------------------- | ------------------ | --------------- | ------- | ------------- |
| 2017/18 | UEFA Europa League            | 1. Qualifikationsrunde | AEL Limassol       | 0:10            | 0:4 (H) | 0:6 (A)       |
| 2018/19 | UEFA Europa League            | Vorqualifikation       | B36 Tórshavn       | 2:2 (1:3 i. E.) | 1:1 (A) | 1:1 n. V. (H) |
| 2019/20 | UEFA Europa League            | Vorqualifikation       | FC Prishtina       | 3:1             | 1:1 (A) | 2:0 (H)       |
| 2019/20 | UEFA Europa League            | 1. Qualifikationsrunde | Glasgow Rangers    | 0:10            | 0:4 (H) | 0:6 (A)       |
| 2020/21 | UEFA Europa League            | Vorqualifikation       | B36 Tórshavn       | 1:2             | 1:2 (H) | 1:2 (H)       |
| 2021/22 | UEFA Europa Conference League | 1. Qualifikationsrunde | FC Levadia Tallinn | 2:4             | 1:3 (A) | 1:1 (H)       |
| 2022/23 | UEFA Europa Conference League | 1. Qualifikationsrunde | Larne FC           | 1:0             | 0:0 (H) | 1:0 (A)       |
| 2022/23 | UEFA Europa Conference League | 2. Qualifikationsrunde | Slavia Prag        | 0:11            | 0:4 (H) | 0:7 (A)       |
| 2024/25 | UEFA Conference League        | 1. Qualifikationsrunde | Shelbourne FC      | 2:3             | 1:2 (A) | 1:1 (H)       |
| 2025/26 | UEFA Conference League        | 1. Qualifikationsrunde | Cliftonville FC    | 5:4             | 2:2 (H) | 3:2 n. V. (A) |
| 2025/26 | UEFA Conference League        | 2. Qualifikationsrunde | Shamrock Rovers    | 0:4             | 0:4 (H) | 0:0 (A)       |

Gesamtbilanz: 21 Spiele, 3 Siege, 8 Unentschieden, 10 Niederlagen, 16:51 Tore (Tordifferenz −35)